# Cecidoses argentinana
Cecidoses argentinana är en fjärilsart som beskrevs av Bréthès 1917. Cecidoses argentinana ingår i släktet Cecidoses och familjen Cecidosidae. Inga underarter finns listade i Catalogue of Life.